# Gustl Mayer (Musiker)

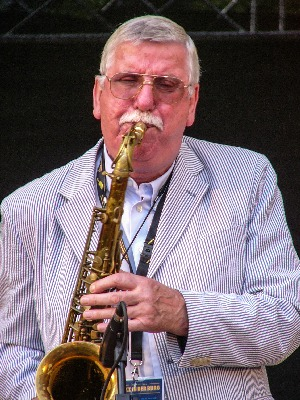
Gustl Mayer bei Jazz in der Burg / Dreieichenhain 2004

Gustl Mayer (* 8. Mai 1936 in Frankfurt am Main als Günter Mayer) ist ein deutscher Jazzmusiker (Klarinette, Tenorsaxophon) und Redakteur.

## Leben und Wirken
Mayer besuchte die Helmholtzschule in seiner Geburtsstadt und lernte zunächst als Autodidakt Klarinette. Zwischen 1954 und 1956 studierte er am Hoch’schen Konservatorium. Er wechselte dann zum Tenorsaxophon und trat in amerikanischen Soldatenclubs in Deutschland, Frankreich und Spanien auf. 1961 spielte er im Quintett von Freddy Christmann. Ab 1963 gehörte er als Nachfolger von Barney Wilen zu Waldi Heidepriems Modern Jazz Group Freiburg. In der gleichen Zeit spielte er bei Emil Mangelsdorff; mit Volker Kriegel gründete er 1967 die Gruppe Sound Constellation. Er wirkte auch an Hörfunk- und Fernsehaufnahmen mit Chet Baker, Claus Ogerman (ein Titel 1955 auf Early Chet: Chet Baker in Germany 1955–1959) oder Jimmy Smith mit. In den frühen 1970er Jahren spielte er in der Rockjazz-Gruppe From mit Klaus Göbel.
Mayer war seit 1963 hauptberuflich in der Polizeiverwaltung beziehungsweise ab 1966 als Archivar und dann als Programmgestalter und Musikredakteur beim Hessischen Rundfunk tätig. 1978 gründete er seine eigene Gustl Mayers Jazz Stampede (mit Torolf Mølgaard, Joerg Reiter, Günter Lenz und Peter Baumeister), die das Album Yellow Cab einspielte und mit der er auf den Festivals in Frankfurt, Burghausen, Basel und Hannover auftrat. 1985 war Mayer mit Conny Jackel Mitbegründer der Frankfurt Swing All Stars (Deutscher Schallplattenpreis 1988 für Jive at Five).
Hauptberuflich wandte er sich ab 1986 dem Jazz zu, da er nun als Fernsehredakteur (bis 1994) die 54-teilige Reihe Swing-Raritäten produzierte, die von Jan Hofer moderiert wurde. Von 1990 bis 2010 spielte er regelmäßig auf den Jazzkreuzfahrten Jazz Festival on Sea, auf denen er mit amerikanischen Stars wie Blue Mitchell, Barney Kessel oder Jimmy Woode zusammenspielte. In den letzten 10 Jahren war er dort auch für die Programmgestaltung mitverantwortlich. 1996 nahm er in New York City das Album Jubilee All Stars: When Legends Get Together mit Clark Terry, Harry Sweets Edison, Red Holloway, Bobby Durham, Willie Pickens und Eddie Jones auf. Ferner spielte er mit der hr-Bigband unter Kurt Bong, der Bigband von Paul Kuhn und dem Supertrio von Dirk Raufeisen und Charly Antolini. 
Orientierte sich Mayer um 1970 am Spiel eines Hank Mobley, so fand er später zu seinem eigenen Ausdruck in einem „modernen Swing“. Er ist zudem als Juror für Jugend jazzt tätig und Mitglied im Beirat des Frankfurter Vereins Kultur für ALLE e. V.